# Stormar
Stormar är en sjö i Gävle kommun i Gästrikland och ingår i Hamrångeån-Testeboåns kustområde. Sjön har en area på 0,0471 kvadratkilometer och ligger 3,1 meter över havet.

## Delavrinningsområde
Stormar ingår i det delavrinningsområde (674847-157907) som SMHI kallar för Rinner mot Iggösundet. Medelhöjden är 6 meter över havet och ytan är 8,44 kvadratkilometer. Det finns inga avrinningsområden uppströms utan avrinningsområdet är högsta punkten. Avrinningsområdets utflöde mynnar i havet, utan att ha någon enskild mynningsplats. Avrinningsområdet består mestadels av skog (87 procent). Avrinningsområdet har 0,15 kvadratkilometer vattenytor vilket ger det en sjöprocent på 1,7 procent.